# 花旗集团中心工程危机

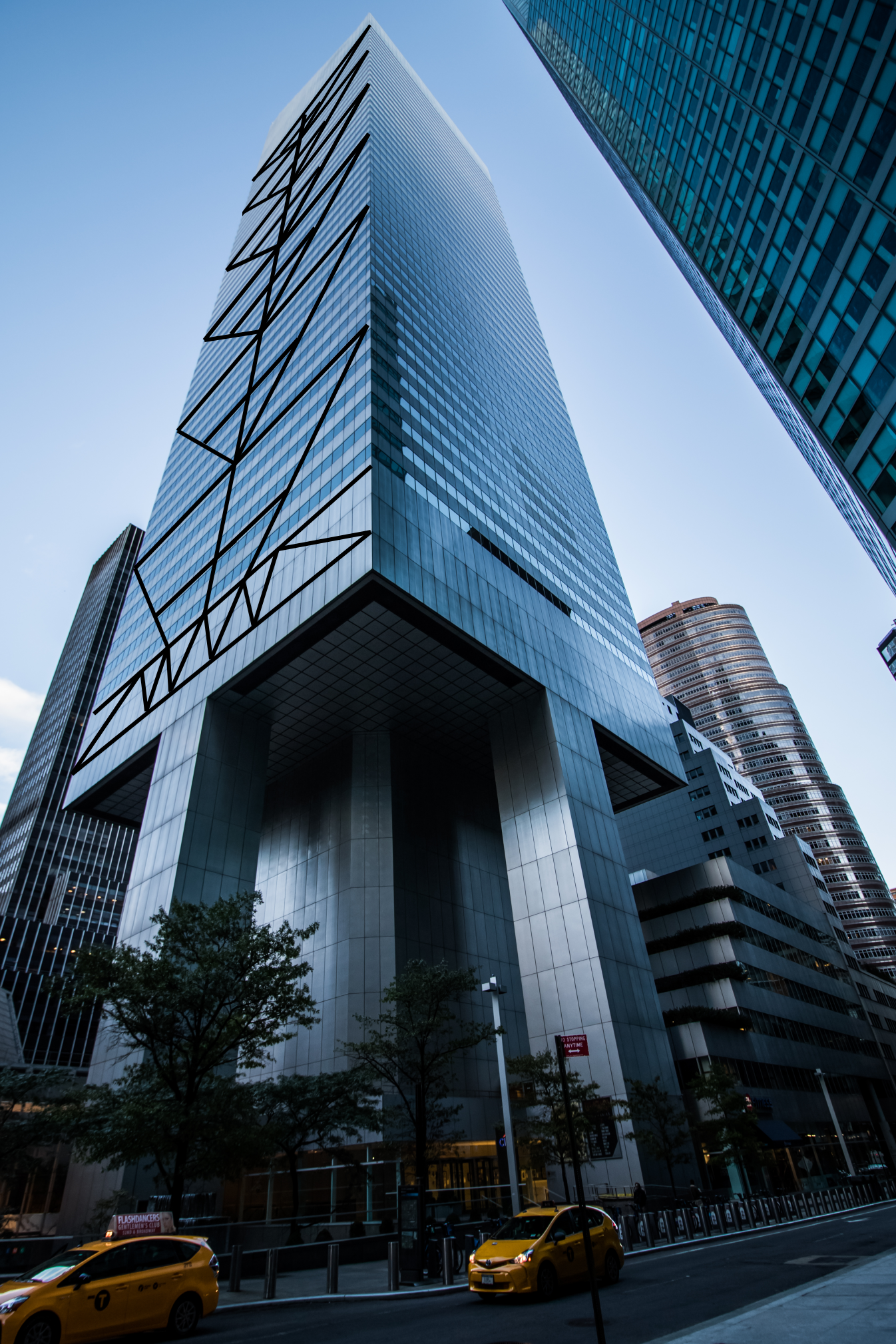
花旗集团中心大楼的一个侧面的V形支撑结构。四个侧面都采用了相同的设计，并将风和重力荷载传递到底面四边中点的四个巨型支撑柱上。

1978年，人们发现位于美国纽约的一座新建的摩天大楼——花旗集團中心——有着严重的建筑结构缺陷，在接下来的几个月时间内，人们努力地对建筑建构进行维修与改造。这座大楼的结构由美国结构工程师威廉·勒梅苏里尔（William LeMessurier）设计，其主要特色是由四个位于底面矩形边的中点的巨型高架，还有立面上能够吸收上层建筑的风荷载的对角线支撑桁架。
对角线方向的风负荷对调谐质量阻尼器功率的损失引起了人们的担忧。普林斯顿大学工程专业的学生黛安·哈特利（Diane Hartley）对建筑的结构完整性进行了调查，发现了这个问题。 在第二名提出问题的学生李·德卡洛利斯（Lee Decarolis）询问了勒梅苏里尔有关该建筑物的结构完整性的问题之后，勒梅苏里尔感到非常震惊，重新复核了自己的计算，最终结果与黛安·哈特利一致。 
由于担心大风可能导致建筑物倒塌，工程师在晚上偷偷地对建筑结构进行修复，而办公室在白天正常开放。 由估算表明，该建筑物可能会被每小时110千米左右的大风推翻，这将导致很多人员伤亡。 直到1995年，这场危机才广为人知。
根据勒梅苏里尔和哈特的说法，大风能够引起建筑倒塌。因此，纽约市计划在大风天气时疏散花旗集团中心和周围建筑物中的全部人员。在结构改造期间，1978年飓风埃拉威胁了纽约，但颶風在抵達紐約前突然轉向，朝北大西洋前進，使大樓免於倒塌的意外。
美国國家標準技術研究所使用现代技术对建筑结构的风险进行了重新评估，已经确定，对角线方向的风负载并没有勒梅苏里尔和哈特利认为的严重。 他们建议对原始建筑设计进行重新评估，以确定是否有必要进行再次改造。

## 背景
花旗集团中心位于纽约市中心曼哈顿中城，是一座59层的摩天大楼。 它由建筑师休·斯图宾斯与副建筑师Emery Roth & Sons共同设计。伯利恒鋼鐵是建筑钢铁分包商。该建筑于1977年10月12日落成。

在花旗集团中心落成前，该场地的西北角坐落着一座教堂——圣彼得路德教会的教堂。经过协商谈判，教堂应该与建筑塔楼分开。为了避免建筑结构穿过教堂，塔楼由四个位于下方每个边缘中点的巨型柱子支撑。（在早期计划中，设计方要求将支撑放在塔楼的四角处，但在与教会的协议中不允许。）为了使这一设计发挥作用，比尔·勒梅苏里尔提出：建筑物各立面内的支柱上方堆叠V形的承重支撑。这些支撑设计用于将风产生的张力载荷从上层向下分配到四个巨型支柱上。

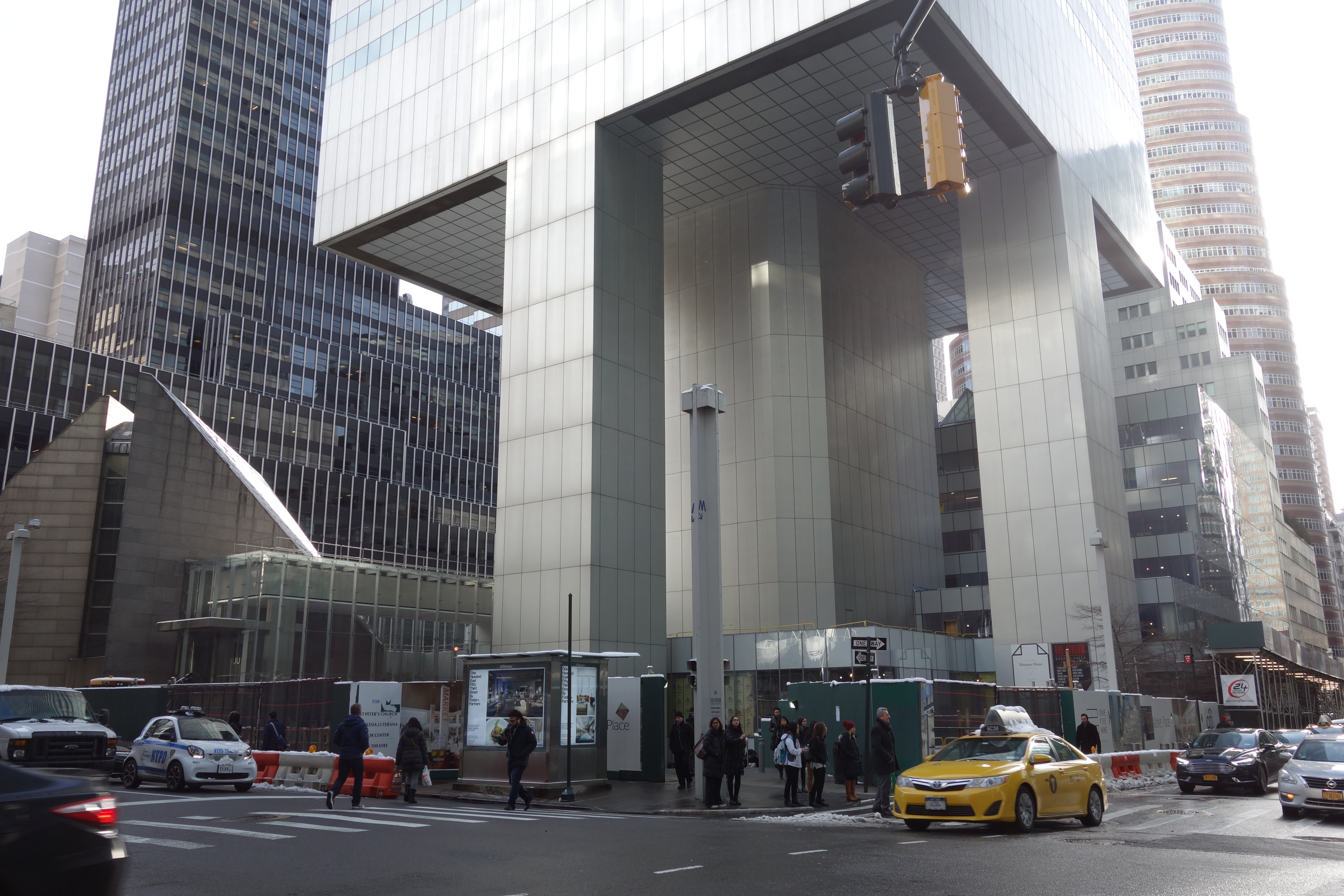
圣彼得福音路德宗教堂位于摩天大楼下方的左手边。教堂的位置导致花旗集团中心大楼需要将柱子放置在每个边缘的中心，而不是通常放置的角落。

V形支撑中长的而多层的斜撑必须使用金属预制件分段制造，并在现场组装，每个斜撑需要五个接点。勒梅苏里尔对所使用的V形承重支架的原始设计的连接方式是焊接。然而，伯利恒钢铁公司为了节约成本，提议将连接点改为使用螺栓连接，勒梅苏里尔的办公室同意了这一设计修改，但结构工程师却一直不知道这一改变。
对于V形支撑的原始设计，按照纽约市建筑法规规定，勒梅苏里尔计算了当风垂直于建筑物侧面时建筑物的风负载。 通常来说，这种风向是对建筑荷载最大的最坏情况，能够承受这一方向的风的结构系统，可以轻松地从承受其他方向吹来的风。 因此，工程师没有明确计算对角线方向的风的影响。

## 发现问题
1978年6月，普林斯顿大学工程专业学生黛安·哈特利（Diane Hartley）在她的教授戴维·比灵顿（David Billington）的建议下，写了一篇关于花旗集团中心设计的學位論文。在论文中，她分析与计算了该建筑结构在对角线方向的风中的应力，发现它们高于勒梅苏里尔公司提供的最大预期应力值。 在对哈特利论文的反馈中，比灵顿质疑了该公司的数据。 哈特利的担忧和她收到的回应在她的论文中被记录下来。与此同时，勒梅苏里尔在匹兹堡单独设计了一座类似的带有风支架的建筑，一位潜在的承包商质疑了是否为了节约费用使用螺栓连接而非焊接。勒梅苏里尔向他的办公室询问了花旗集团中心建筑的焊接情况，被告知本应焊接的连接处已全部替换为螺栓。
1978年6月，勒梅苏里尔通过电话回答了一位年轻的建筑系学生Lee DeCarolis的问题，在电话中，他决定重新计算风荷载，尤其是对角线方向的风荷载。 
1978年7月24日，勒梅苏里尔来到他的办公室，对花旗集团中心的结构设计进行了计算。他发现，对于八层V形支撑结构中的四层，这种对角线方向的风会使风荷载增加40%，螺栓连接处的荷载将会增加160%。 实际上，是这两个问题共同造成人们对风荷载的担忧。在这种情况下，勒梅苏里尔进行了结构安全测试。最初的焊接接头设计可以承受垂直于立面的风以及对角线方向的风的载荷，但接近飓风强度的每小时70英里（110公里/小时）的对角线方向风力将超过V形支撑结构螺栓的承受强度。勒梅苏里尔还发现，他的公司使用了纽约市桁架的安全系数1:1，而不是柱的安全系数1:2。
1978年7月26日，勒梅苏里尔拜访了西安大略大学的风洞专家艾伦·加内特·达文波特（Alan Garnett Davenport）。 达文波特的团队对该建筑进行了计算，发现勒梅苏里尔的建模不仅正确，而且在现实世界中，构件应力可能会增加超过勒梅苏里尔计算值的40%。随后，勒梅苏里尔于7月28日前往缅因州的家中分析这个问题。勒梅苏里尔估计，在调谐质量阻尼器激活的情况下，能够掀翻建筑的风平均每55年发生一次。如果调谐质量阻尼器因停电而无法工作，则平均每16年就会发生一次足以导致建筑物倒塌的风。

## 修复工作
勒梅苏里尔为如何解决这个问题而苦恼。如果这些问题被公之于众，自己的职业声誉就有可能北毁掉，并引发大楼周围的居住者的恐慌。勒梅苏里尔考虑过永远不要提出这个问题，他也曾短暂考虑过在其他人发现这个结构缺陷之前自杀。最终，勒梅苏里尔联系了斯图宾斯（Stubbins）的律师和保险公司和花旗集团的律师，后者聘请了Leslie E. Robertson作为专家顾问。花旗集团接受了勒梅苏里尔关于在螺栓连接处焊接钢板的提议，并聘请Karl Koch Erecting负责焊接过程。这时，除了花旗集团领导层、市长郭德華、代理建筑专员Irving E.Minkin和焊工工会负责人之外，几乎没有人知道这个问题。
1978年8月，施工人员开始在夜间安装焊接面板。官员们没有承认结构问题，而是将这项工作描述为一项常规程序。花旗集团的Henry DeFord III声称，花旗集团中心大楼可以承受100年一遇的大风，并且“大楼里根本没有明显的问题”。作为预防措施，施工人员为质量阻尼器安装了应急发电机，在关键的梁上安装了应变片，并聘请了天气预报员。花旗集团和当地官员为附近地区制定了紧急疏散计划。然而，尽管建筑坍塌可能导致数千人丧生，这些疏散计划当时并没有对外公布。工作开始六周后，1978年飓风埃拉向纽约袭来。这时，修复工作只完成了一半，纽约市距离紧急疏散还有几个小时的时间。幸运的是，飓风埃拉最终转向东方，回到大海，没有对纽约市造成直接影响。
修复工作于1978年10月完成，之后媒体才对外公布。勒梅苏里尔表示，修复后的建筑结构能够承受700年一遇的大风。斯图宾斯和勒梅苏里尔承担了所有的维修费用，大约数百万美元。

## 公开
由于没有发生结构事故，这项修复工作只在1995年的《纽约客》上发表了一篇报道。1995年《纽约客》的报道将这名学生描述为“一个年轻人，他的名字在随后的事件中消失了”，他打电话给勒梅苏里尔，说“他的教授只是让他他写一篇关于花旗集团中心大楼的论文”。然而，该学生从未直接联系过勒梅苏里尔。 根据网站Online Ethics报道，当勒梅苏里尔的一位同事问这名学生是否是女性时，“勒梅苏里尔回答说他不知道，因为他实际上没有和这名学生交谈过。”勒梅苏里尔于2007年去世，一直没有说明这名学生和工程师之间的交流引起了他的注意。
2011年，《纽约客》的文章发表多年后，哈特利自称是工程系学生。 哈特利说她已经在勒梅苏里尔的办公室与Joel S.Weinstein进行了交谈。
勒梅苏里尔通过电话联系的学生促使他重新计算风荷载，他在OnLine Ethics上发表的一篇文章中表明了自己的身份。他的名字叫Lee DeCarolis。2011年，他从史蒂夫·西尔弗曼（Steve Silverman）的《爱因斯坦的冰箱》（Einstein’s Refrigerator）中了解到自己是如何在花旗集团大楼的历史中发挥作用的。那时，勒梅苏里尔已经去世。虽然他向熟人提到了自己的角色，但只有在美国國家標準技術研究所重新评估后，他才向公众透露了自己的身份，即风荷载的问题并不是哈特利和勒梅苏里尔所发现的，并表示因此不能指控他寻求或窃取荣誉。

## 伦理问题
根据美国建筑信托研究所的案例研究，“许多人认为勒梅苏里尔的行为近乎英雄，许多工程学校和道德教育工作者现在将勒梅苏里尔的故事作为如何道德行事的例子。”然而，其他人批评勒梅苏里尔缺乏监督，导致了这些问题的出现，以及在发现问题时对社区居民、建筑师、工程师和其他公众缺乏诚实。建筑师Eugene Kremer讨论了本案中提出的伦理问题。Kremer提出了六个关键点：
1.风荷载分析。在最初的设计方案中，勒梅苏里尔只依赖建筑规范要求的计算，而不是检查所有的计算。
2.设计变更。建筑商在没有咨询勒梅苏里尔的情况下迅速决定使用螺栓连接。
3.专业责任。在勒梅苏里尔决定让花旗集团意识到设计缺陷之前，他曾短暂考虑过隐瞒这些问题。
4.公开声明。在当时的新闻采访和新闻稿中，官员们对缺陷的细节要么忽略，要么撒谎。
5.公共安全。1978年8月和9月，当飓风埃拉威胁到该市时，周围地区的疏散计划是秘密制定的。
6.专业知识。隐瞒这个问题将近20年，阻止了本可以进行的道德和工程学习。

## 延伸阅读
- Morgenstern, Joseph. . The New Yorker. May 25, 1995: 45–53  [2024-01-08]. （原始内容存档于2023-03-01）.
- Postal, Matthew A.  (PDF). 紐約市地標保護委員會. December 6, 2016  [2024-01-08]. （原始内容存档 (PDF)于2017-09-15）.